# Abdoulay Diaby
Abdoulay Diaby (ur. 21 maja 1991 w Nanterre) – malijski piłkarz grający na pozycji napastnika w zespole Sporting CP.

## Kariera klubowa
Swoją karierę piłkarską Diaby rozpoczął w klubie CS Sedan. W 2009 roku awansował do pierwszej drużyny. 4 maja 2010 zadebiutował w niej w Ligue 2 w przegranym 1:3 wyjazdowym meczu z Dijon FCO. W sezonie 2012/2013 spadł z Sedanem z drugiej do trzeciej ligi.
Latem 2013 Diaby przeszedł do Lille OSC i od razu został wypożyczony do belgijskiego drugoligowca, Royal Mouscron-Péruwelz. Zadebiutował w nim 10 sierpnia 2013 w wygranym 2:1 domowym meczu z Royal White Star Bruxelles. Na koniec sezonu 2013/2014 awansował z Royalem do pierwszej ligi. W rundzie jesiennej sezonu 2014/2015 zdobył dla Royalu 12 goli w 21 meczach pierwszej ligi.
Na początku 2015 roku Diaby wrócił do Lille. 28 lutego 2015 zaliczył w nim swój debiut w wygranym 2:1 domowym meczu z Olympique Lyon, gdy w 90. minucie tego meczu zmienił Divocka Origiego.
Latem 2015 Diaby przeszedł do Club Brugge. Zadebiutował w nim 24 lipca 2015 w przegranym 1:2 wyjazdowym meczu z Sint-Truidense VV. Od 2018 jest piłkarzem Sporting CP.
| Sezon   | Klub                    | Kraj       | Rozgrywki     | Mecze | Bramki |
| ------- | ----------------------- | ---------- | ------------- | ----- | ------ |
| 2009/10 | CS Sedan                | Francja    | Ligue 2       | 2     | 0      |
| 2010/11 | CS Sedan                | Francja    | Ligue 2       | 10    | 2      |
| 2010/11 | CS Sedan B              | Francja    | CFA           | 28    | 7      |
| 2011/12 | CS Sedan                | Francja    | Ligue 2       | 28    | 7      |
| 2012/13 | CS Sedan                | Francja    | Ligue 2       | 26    | 7      |
| 2013/14 | Royal Mouscron-Péruwelz | Belgia     | Tweede klasse | 16    | 3      |
| 2014/15 | Royal Mouscron-Péruwelz | Belgia     | Eerste klasse | 21    | 12     |
| 2014/15 | Lille OSC               | Francja    | Ligue 1       | 3     | 0      |
| 2014/15 | Lille OSC B             | Francja    | CFA           | 2     | 0      |
| 2015/16 | Club Brugge             | Belgia     | Eerste klasse | 32    | 16     |
| 2016/17 | Club Brugge             | Belgia     | Eerste klasse | 16    | 0      |
| 2017/18 | Club Brugge             | Belgia     | Eerste klasse | 34    | 15     |
| 2018/19 | Sporting CP             | Portugalia | Primeira Liga | 17    | 1      |

aktualne na dzień 11 lutego 2019

## Kariera reprezentacyjna
W reprezentacji Mali Kanon zadebiutował 11 października 2014 roku w wygranym 2:0 meczu eliminacji do Pucharu Narodów Afryki 2015 z Etiopią. W debiucie zdobył gola. W 2015 roku został powołany do kadry na Puchar Narodów Afryki 2015. Zagrał na nim w jednym meczu, zremisowanym 1:1 z Gwineą.